# Dasyatis
Dasyatis (grego: dasys; "grosso" ou "denso" + batus; "raia") é um género de raias da família Dasyatidae que é nativa do Atlântico, incluindo o Mediterrâneo. Em uma revisão taxonômica de 2016, muitas das espécies anteriormente atribuídas a Dasyatis foram reatribuídas a outros gêneros (Bathytoshia, Fontitrygon, Hemitrygon, Hypanus, Megatrygon e Telatrygon).

## Espécies
O género, na sua presente configuração, inclui as seguintes espécies:
- Dasyatis dipterura (D. S. Jordan & C. H. Gilbert, 1880)
- Dasyatis chrysonota A. Smith, 1828
- Dasyatis hypostigma H. R. S. Santos & M. R. de Carvalho, 2004
- Dasyatis longa Garman, 1880
- Dasyatis margaritella Compagno & T. R. Roberts, 1984
- Dasyatis marmorata Steindachner, 1892
- Dasyatis pastinaca Linnaeus, 1758
- Dasyatis tortonesei Capapé, 1975

Espécies fósseis
- †Dasyatis africana Arambourg, 1947